# Фонтен-д’Озийак
Фонте́н-д’Озийа́к (фр. Fontaines-d’Ozillac) — коммуна во Франции, находится в регионе Пуату — Шаранта. Департамент коммуны — Шаранта Приморская. Входит в состав кантона Жонзак. Округ коммуны — Жонзак.
Код INSEE коммуны — 17163.

## Население
Население коммуны на 2010 год составляло 508 человек.
| 1962 | 1968 | 1975 | 1982 | 1990 | 1999 | 2010 |
| ---- | ---- | ---- | ---- | ---- | ---- | ---- |
| 437  | 442  | 378  | 329  | 370  | 394  | 508  |